# 푸바이 국제공항
푸바이 국제공항(베트남어: Sân bay quốc tế Phú Bài, IATA: HUI, ICAO: VVPB)은 베트남 후에 흐엉투이 시사 푸바이방에 위치한 국제공항이다.
후에의 비행장으로 쁠래이꾸에 있는 국제공항으로 쁠래이꾸 시내 중부에 있으며, 시내 중심부로부터 16km 밖에 소재해 있다. 시내에서 버스나 택시로 25~30분이 걸린다. 여객 및 화물을 수송 했으며 후에 국제공항은 현재 연간 1,000,000명 이상의 승객이 이용하고 있다.

## 역사
2002년 베트남 정부는 푸바이 공항에 국제선을 운용할 수 있도록 허가했다. 이후 2005년 10월 30일, 푸바이 국제공항은 첫 번째 국제선을 공식적으로 환영했다. 오스트리아 항공사가 운항하는 전세기는 라오스 루앙프라방에서 오스트리아 관광객을 태우고 운항했다.
2007년 5월 24일, 창이 국제공항은 푸바이-후에 국제공항 개발을 위한 트어티엔후에성 인민위원회와 양해각서를 체결했다고 발표했다. 이 MOU는 베트남 정부가 트어티엔후에성을 베트남의 차기 국제 관광지로 개발하기 위한 관광 마스터플랜의 일환으로 체결되었다.
2013년 2월 23일 푸바이 공항은 약 5천억~6천억 동으로 추정되는 활주로 수리 및 개량을 위해 8개월간 폐쇄될 것으로 예상되었다. 공항은 실제 계획보다 두 달 줄어든 3월 20일부터 9월 20일까지 휴항했다. 이 기간 동안 항공편으로 후에를 여행하고자 하는 관광객들은 다낭 국제공항을 이용해야 했다.
베트남공항공사가 총 투자금 약 9600억원을 투자한 새 터미널은 2020년까지 약 10,118m²에 연간 500만명, 2025년까지 최대 650~700만명의 승객을 수용할 수 있게 된다. 이 터미널은 2021년 말까지 완공될 예정이다.

## 운항 노선

### 국내선
| 항공사      | 목적지         |
| ----------- | -------------- |
| 베트남 항공 | 호치민, 하노이 |
| 비엣젯 항공 | 호치민, 하노이 |

## 사진

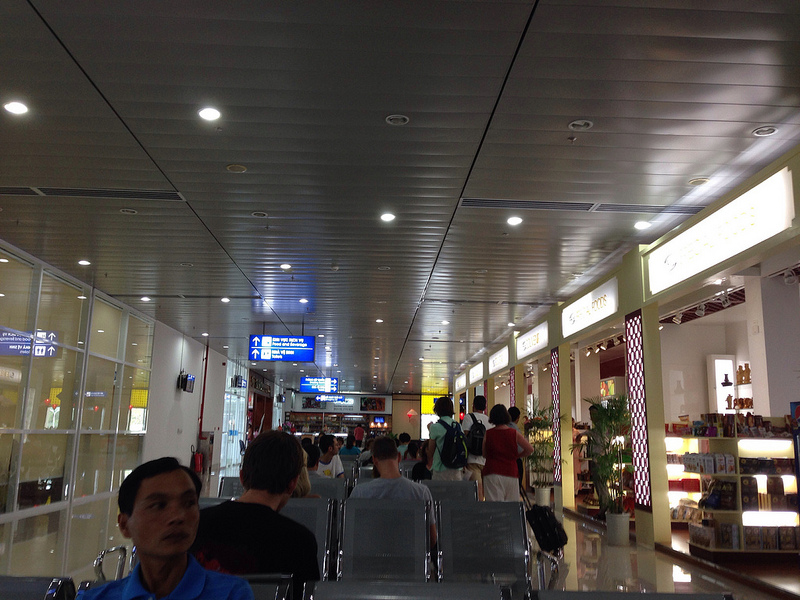
공항 대기실 내부
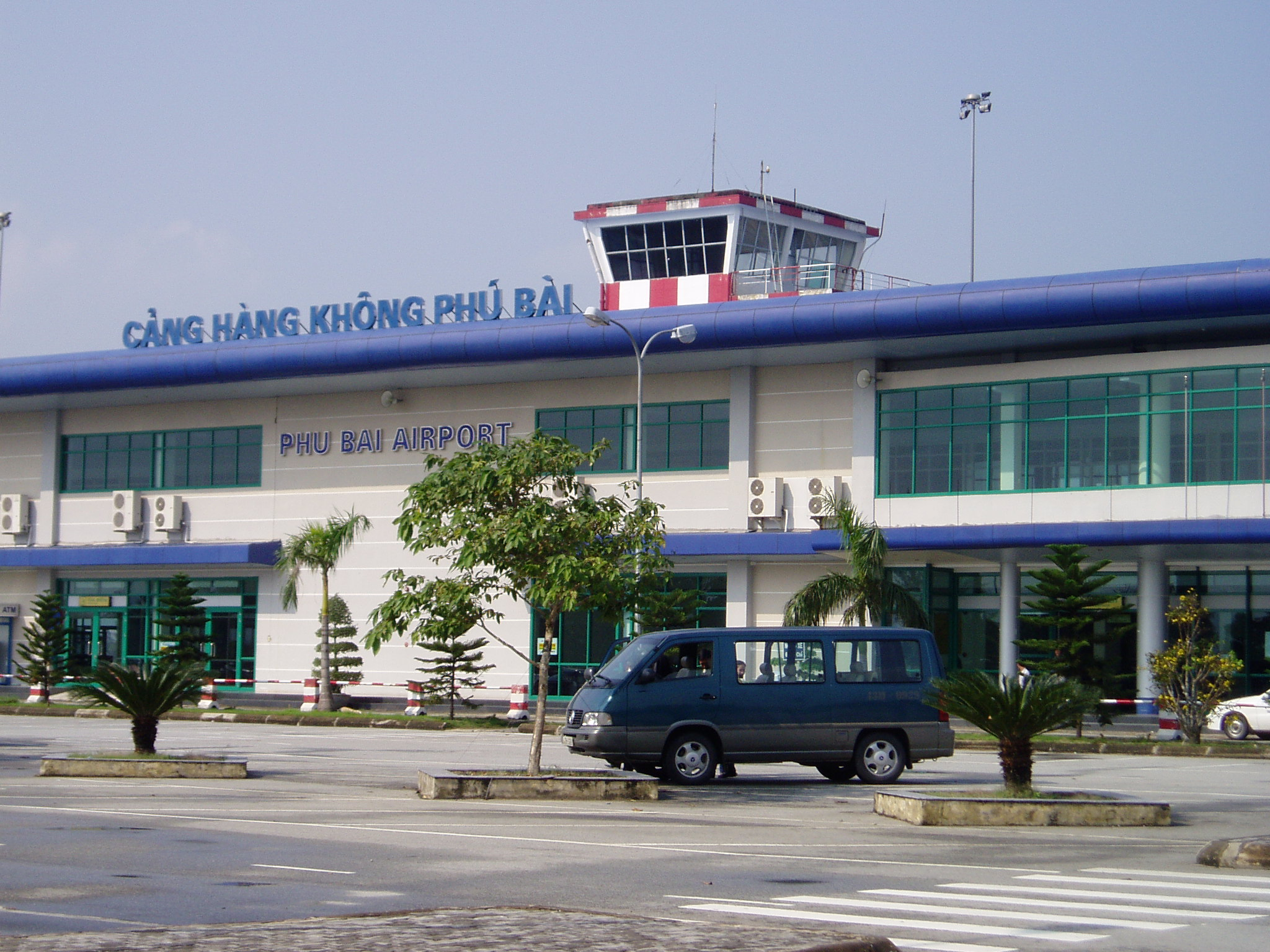
공항터미널 내부
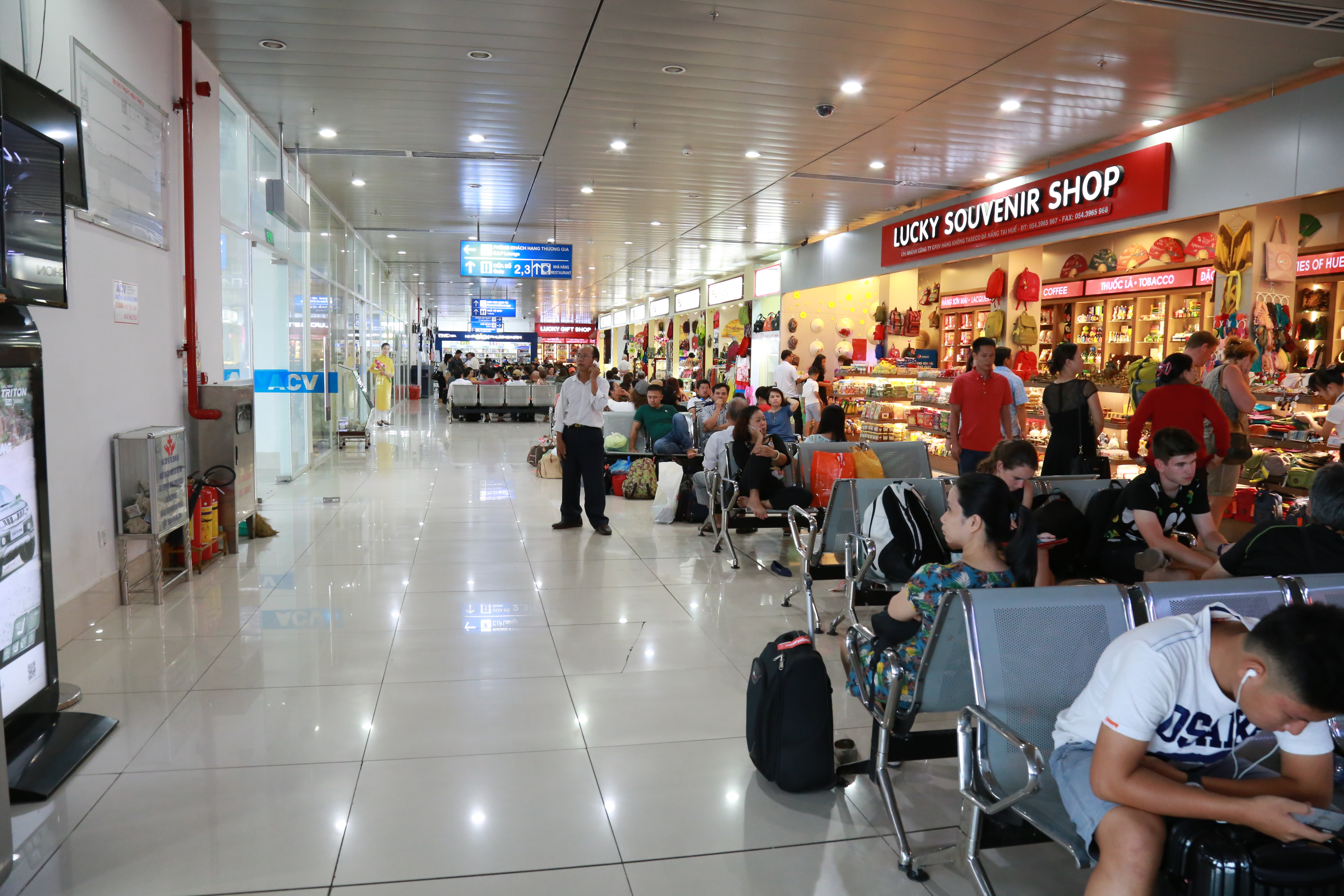
공항 터미널 내부
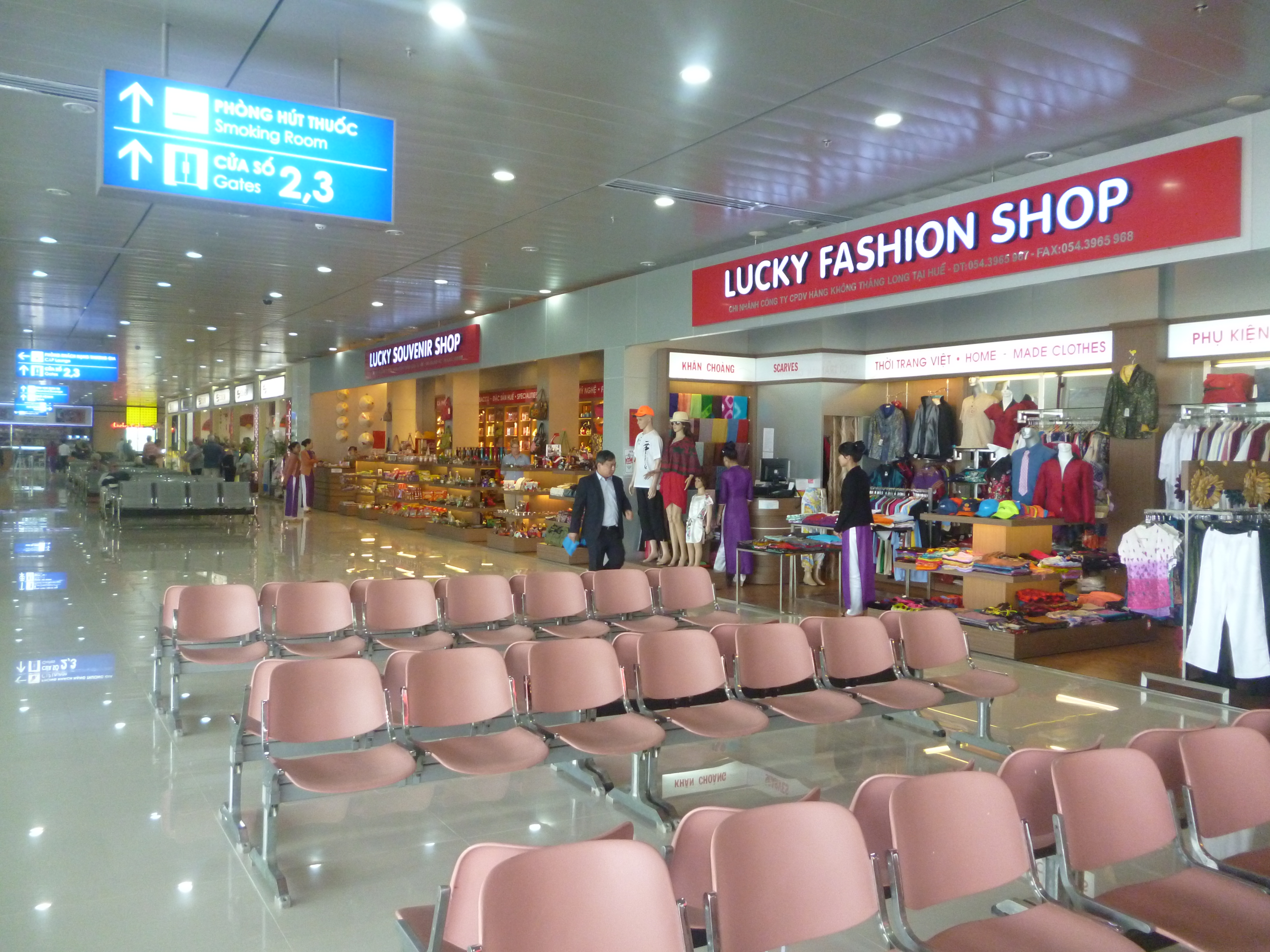
공항 터미널 내부

## 같이 보기
- 베트남의 공항 목록